# Řád hrdinů nebeské setniny
Řád hrdinů nebeské setniny (ukrajinsky Орден Героїв Небесної Сотні) je státní vyznamenání Ukrajiny založené roku 2014.

## Historie
Řád byl založen dne 1. července 2014. Ustanoven byl na počest těch, kteří zemřeli během „revoluce důstojnosti“ známé také jako „Euromajdan“. Pro založení řádu hlasovalo 244 z 348 přítomných poslanců, ostatní se zdrželi hlasování. Dne 3. listopadu 2014 byl status řádu schválen výnosem prezidenta Ukrajiny č. 844/2014. Dne 27. listopadu 2014 byli první tři jednotlivci posmrtně vyznamenání tímto řádem.

## Pravidla udílení

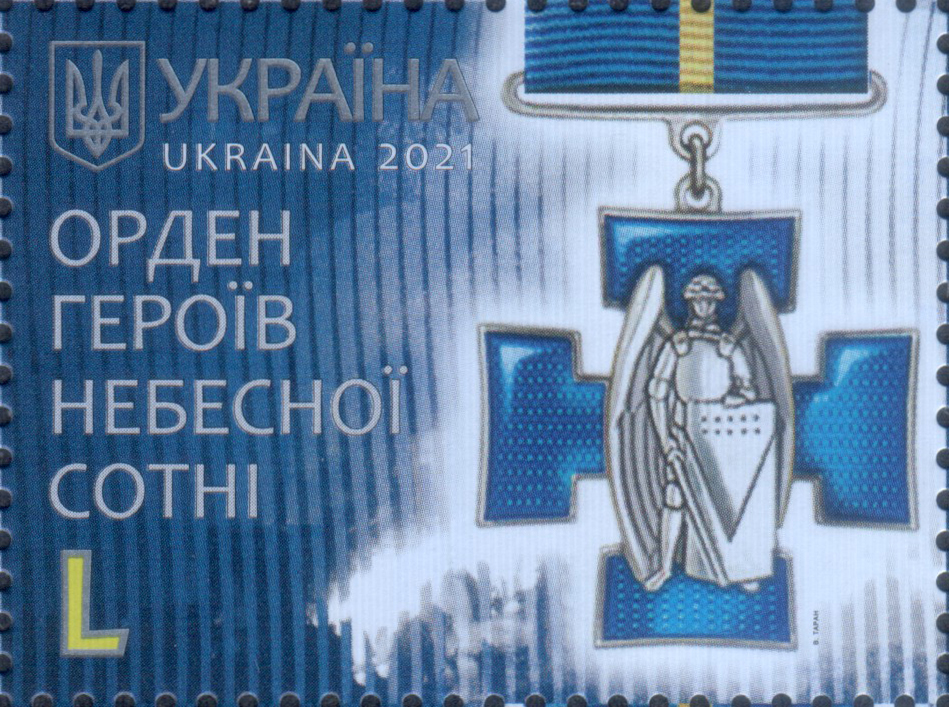
Ukrajinská poštovní známka s vyobrazením řádu z roku 2021

Řád je udílen úřadujícím prezidentem Ukrajiny za občanskou odvahu, vlastenectví, dodržování ústavních principů demokracie, lidských práv a svobod, za aktivní charitativní, humanitární a sociální činnost na Ukrajině a za nezištnou službu lidem Ukrajiny, které projevily během Euromajdanu a za další akce související s ochranou nezávislosti, svrchovanosti a územní celistvosti Ukrajiny. Udělen může být občanům Ukrajiny, cizím státním příslušníkům i osobám bez státní příslušnosti. Ocenění jsou oslovováni jako rytíři řádu. Řád lze udělit i posmrtně, ale není možné jeho opakované udělení již dříve oceněné osobě. Heslem řádu je svoboda a důstojnost (Свобода та Гідність).
Nositelé tohoto řádu jsou podle zákona O postavení válečných veteránů, zárukách jejich sociální ochrany považovány za osoby, které vykonaly zvláštní služby pro svou vlast. Mají mj. nárok na státní pohřeb s vojenskými poctami. Podle zákona O důchodech za zvláštní služby pro Ukrajinu jim náleží renta za zvláštní službu pro Ukrajinu.

## Insignie
Řádový odznak má tvar berličkového kříže vyrobeného ze stříbra a pokrytého modrým smaltem se stříbrným lemováním po okraji. Uprostřed kříže je vyobrazen nebeský válečník v brnění s mečem a štítem. Brnění a štít jsou stylizovány tak, aby odpovídaly domácí výbavě účastníků revoluce důstojnosti. Na zadní straně je reliéfní nápis СВОБОДА ТА ГІДНІСТЬ a vyryto sériové číslo odznaku. Velikost kříže je 36 mm.
Stuha z hedvábného moaré pokrývá kovovou obdélnou destičku. Šířka stuhy je 28 mm. Stuha je modrá se žlutým proužkem širokým 3 mm uprostřed. Řád se nosí nalevo na hrudi.

## Kritika
Příbuzní těch, jež zahynuli během protestů kritizovali založení tohoto řádu. Domnívali se, že byl založen pouze proto, aby jejich padlým a zraněným příbuzným nemohl být udělen titul Hrdina Ukrajiny a stát se tak vyhnul vyplacení odškodnění rodinám obětí ve výši 1 milionu hřiven. Mnohým rodinám zraněných a zabitých byly na tomto základě zamítnuty platby v plné výši, protože udělení tohoto řádu neznamenalo materiální pomoc. Podle příbuzných je také „cynické“ udílet tento řád veřejně známým osobnostem a lidem působícím v kultuře, kteří neměli s protesty nic společného, když bylo vyznamenání založeno na počest zabitých během protestů. Příbuzní těchto obětí také začali prostřednictvím tisku vyhrožovat veřejným odmítnutím těchto řádů a jejich vrácením. Po této kritice získala většina držitelů tohoto vyznamenání titul Hrdina Ukrajiny s příslušnými výhodami pro jejich rodiny, ale samotný řád zůstal zachován.